# Elizabeth Dupeyrón
 (octobre 2019).
Si vous disposez d'ouvrages ou d'articles de référence ou si vous connaissez des sites web de qualité traitant du thème abordé ici, merci de compléter l'article en donnant les références utiles à sa vérifiabilité et en les liant à la section « Notes et références ».
Elizabeth Dupeyrón, née le 14 janvier 1951 à Teapa, au Mexique est une actrice mexicaine, débutant à la fin de l'Époque dorée du cinéma mexicain.

## Biographie
Elizabeth Dupeyrón a commencé sa carrière comme actrice dans le rôle d'une enfant dans le film El jinete solitario en 1958. Elle a ensuite joué dans divers films : Hasta el viento tiene miedo (1968), dans le film américain La Horde sauvage (The Wild Bunch) (1969), Amor letra por letra (2008), etc. Elle a aussi joué dans des séries télévisées telles que Yo no pedí vivir (1977), Colorina (1980), Cicatrices del alma (1986), Cenizas y diamantes (1990), Dos mujeres, un camino (1993) Cañaveral de pasiones (1996), Alma rebelde (1999), Bajo la misma piel (2003), Cuidado con el ángel (2008), Mar de amor (2009) et plus récemment elle est apparue dans La que no podía amar (2011), Par toujours mon amour (2013) et La Chatte (2014).
En 2015, Ramsès Alí Márquez, son fils, décède des suites d'un empoisonnement dû à l'ingestion d'une boisson au cours d'un rituel religieux trois jours auparavant. L'actrice accuse Mariana Colosio, la fille de Luis Donaldo Colosio, de ne pas lui avoir porté secours : « Pour moi, Mariana Colosio est une meurtrière, car elle était avec mon fils à la maison et ne l'a pas aidé ».

## Filmographie
Sauf indication contraire, les informations mentionnées dans cette section peuvent être confirmées par les bases de données cinématographiques IMDb et Allociné,  présentes dans la section « Liens externes ».

### Télénovelas
- La gata (2014) : Carolina
- Por siempre mi amor (2013-2014) : Lidia Oropeza de Alanis
- La que no podía amar (2011) : Elsa Villaseñor de Galván
- Mar de amor (2009-2010) .... Mística
- Cuidado con el ángel (2008-2009) : Luisa San Román de Maldonado
- Bajo la misma piel (2003-2004) : Ángela Quintero
- ¡Vivan los niños! (2002-2003) : Fabiola del Moral
- Alma rebelde (1999) : Pamela
- Gotita de amor (1998) : Florencia
- Cañaveral de pasiones (1996) : Socorro Carrasco et Villana
- Dos mujeres, un camino (1993-1994) : Amalia Núñez de Toruño
- Cenizas y diamantes (1990-1991) : Sor Fátima
- Dos vidas (1988) : Sonia Palas
- El rincón de los prodigios (1987-1988) : Roxana
- Cicatrices del alma (1986-1987) : María José
- Esperándote (1985-1986) : Irene
- Te amo (1984-1985)
- Déjame vivir (1982) : Gilda Echarri
- Colorina (1980-1981) : Marcia Valdés
- Rosalía (1978-1979)
- Acompáñame (1977) : Rita
- Yo no pedí vivir (1977-1978) : Irene
- Mundo de juguete (1974-1977) : Silvia
- ¿Quién? (1973)
- El carruaje (1972) : Manuela Juárez
- Tres vidas distintas (1968)
- María Isabel (1966)
- Alma de mi alma (1965)
- Mujercitas (1962)
- Gutierritos (1958) : Lucrecia

### Films
- Amor letra por letra (2008) : Carmelita
- Inventando un crimen (1992)
- Muerte del federal de caminos (1987)
- Tierra sangrienta (1979)
- Erótica (1979)
- El federal de caminos (1975)
- De sangre chicana (1974)
- Pat Garrett Et Billy the Kid (1973)
- The Bridge in the Jungle (1971) : Joaquina
- La maîtresse inoubliable (1969) : Hirondelle (adolescente)
- The Wild Bunch (1969) : Rocío
- Operación carambola (1968)
- Hasta el viento tiene miedo (1968) .... Josefina
- Los adolescentes (1968)
- The Bandits (1967)
- El rata (1966)
- Torero por un día (1963) : Lolita
- María Pistolas (1963)
- Tesoro de mentiras (1963) : Martita González
- El terrible gigante de las nieves (1963) : Lita Méndez
- La edad de la inocencia (1962) : Une petite fille
- Locura de terror (1961)
- Macario (1960) .... Fille de Macario
- Yo pecador (1959)
- Nacida para amar (1959)
- El Jinete solitario (1957)
- Música de siempre (1958)
- Viaje a la luna (1958)
- Los tres mosqueteros y medio (1957)
- Locos peligrosos (1957)
- El campeón ciclista (1957)
- La faraona (1956)
- El chismoso de la ventana (1956)
- Pensión de artistas (1956)
- Casa de perdición (1956)
- El vividor (1956)
- La engañadora (1956)
- Club de señoritas (1956)

### Séries télévisées
- No empujen (1982) : Edecán
- Mujer, casos de la vida real(elle apparait dans deux épisodes en 2002)
- La rosa de Guadalupe (Chapitre: Amor, como un sueño) (2014) : Madame Catalina de Monasterio